# Distributed Transaction Coordinator
Pour les articles homonymes, voir DTC.
Le service Distributed Transaction Coordinator (DTC ou MSDTC) est un composant inclus dans les versions de Microsoft Windows à partir de la version NT 4.0. 
Celui-ci permet de coordonner des opérations qui s'étendent sur plusieurs gestionnaires de ressources, telles que les bases de données, les files d'attente de messages et les systèmes de fichiers. 
MSDTC est inclus dans Windows 2000 ainsi que dans les versions ultérieures du système d'exploitation, et est également disponible pour Windows NT 4.0.
MSDTC Effectue la transaction et joue le rôle de coordinateur pour les composants, le plus souvent dans des architectures COM et .NET. Dans la terminologie MSDTC, le directeur est appelé le gestionnaire de transaction.